# Holopelus piger
Holopelus piger is een spinnensoort in de taxonomische indeling van de krabspinnen (Thomisidae).
Het dier behoort tot het geslacht Holopelus. De wetenschappelijke naam van de soort werd voor het eerst geldig gepubliceerd in 1899 door Octavius Pickard-Cambridge.